# Hằng số mạng

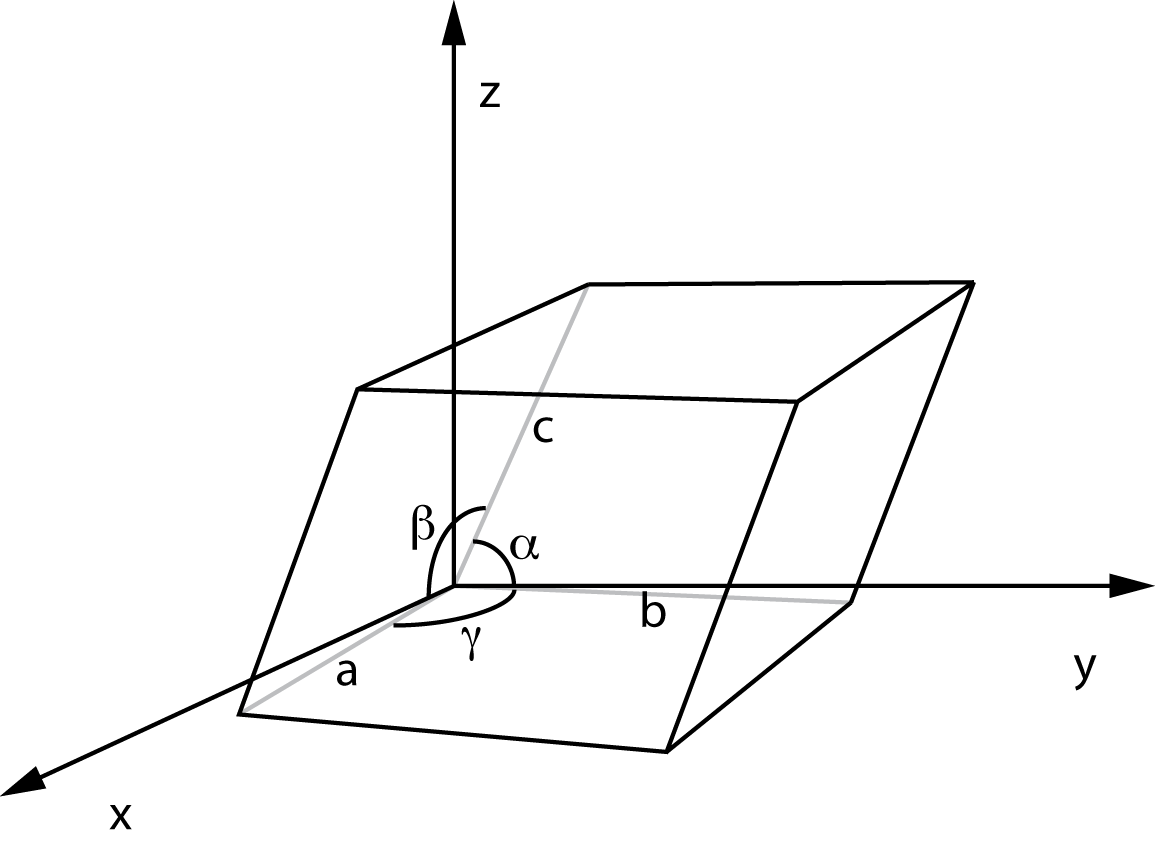
Định nghĩa ô đơn vị sử dụng hình hộp chữ nhật có độ dài a, b, c và các góc giữa các cạnh được cho bởi α, β, γ

Hằng số mạng là một trong những giá trị kích thước và góc được dùng để xác định hình dạng của các ô đơn vị trong mạng tinh thể. Giá trị này tỷ lệ thuận với khoảng cách giữa các nguyên tử trong tinh thể. Một tinh thể lập phương đơn giản chỉ có một hằng số mạng là khoảng cách giữa các nguyên tử. Tuy nhiên, nhìn chung thì mạng tinh thể ba chiều sẽ có sáu hằng số mạng: hằng số chỉ độ dài a, b và c của ba cạnh giao nhau tại một đỉnh trong ô đơn vị và hằng số chỉ góc α, β và γ giữa các cạnh đó.
Các tham số a, b và c thể hiện chiều dài của mạng tinh thể. Đây cũng là kích thước của một ô đơn vị, tức là khoảng cách từ một nguyên tử nhất định đến một nguyên tử tương tự ở cùng hướng và vị trí trong ô lân cận (ngoại trừ các cấu trúc tinh thể rất đơn giản, điều này không nhất thiết phải là khoảng cách đến ô lân cận gần nhất). Đơn vị SI cho hằng số mạng là mét và thường được tính bằng đơn vị angstrom (Å); một angstrom bằng 0,1 nanomet (nm) hoặc 100 picomet (pm). Giá trị tiêu biểu của của hằng số a, b và c là từ vài angstrom. Các góc α, β và γ thường có đơn vị là độ.

## Giới thiệu
Một chất hóa học ở trạng thái rắn có thể tạo thành tinh thể trong đó các nguyên tử, phân tử hoặc ion được sắp xếp thành một trong số ít các hệ tinh thể khả thi (kiểu mạng tinh thể), mỗi hệ có một tập hợp các tham số mạng tinh thể được xác định khá rõ ràng, đặc trưng cho chất đó. Các thông số này thường phụ thuộc vào nhiệt độ, áp suất (hay nói chung là trạng thái ứng suất cơ học cục bộ bên trong tinh thể), điện và từ trường, và thành phần đồng vị của tinh thể.  Mạng tinh thể thường bị biến dạng khi ở gần tạp chất, vị trí khuyết tật tinh thể và bề mặt tinh thể. Các giá trị tham số được ghi trong sách hướng dẫn phải chỉ rõ các tham số môi trường liên quan, và các tham số thường là giá trị trung bình bị ảnh hưởng bởi lỗi đo lường.
Tùy thuộc vào hệ tinh thể, một vài hoặc tất cả độ dài của các cạnh có thể bằng nhau và một số góc có thể có giá trị cố định. Trong các cấu trúc như vậy, chỉ cần xác định một số trong sáu tham số. Ví dụ, trong hệ khối, tất cả các độ dài đều bằng nhau và tất cả các góc đều bằng 90° nên chỉ cần biết độ dài a. Trường hợp này áp dụng với kim cương, trong đó a = 3.57 Å = 357 pm ở 300 K. Tương tự, trong hệ lục giác, hằng số a và b bằng nhau, và các góc lần lượt là 60°, 90°, và 90°, nên có thể xác định hình thù được khi chỉ biết a và c.
Các thông số mạng của một tinh thể có thể được xác định bằng các kỹ thuật như nhiễu xạ tia X hoặc kính hiển vi lực nguyên tử. Chúng có thể được sử dụng như một tiêu chuẩn chiều dài tự nhiên trong phạm vi nanomet. Trong quá trình puôihcấy át triển epitaxy của lớp tinh thể trên nền có thành phần khác nhau, các thông số mbằng nhau  phù hợp để giảm ứng suất và khuyết tật trong tinh thể.

## Thể tích
Thể tích của ô đơn vị có thể được tính bằng độ dài và góc của hằng số mạng. Nếu các cạnh của ô đơn vị được biểu diễn dưới dạng vectơ thì thể tích là tích vô hướng của ba vectơ. Thể tích được ký hiệu bằng chữ V. Trong một ô đơn vị thông thường:
{\displaystyle V=abc{\sqrt {1+2\cos \alpha \cos \beta \cos \gamma -\cos ^{2}\alpha -\cos ^{2}\beta -\cos ^{2}\gamma }}.}
Đối với mạng đơn nghiêng với α = 90°, γ = 90°, phương trình rút gọn thành
{\displaystyle V=abc\sin \beta .}
Đối với mạng trực thoi, tứ giác và hình lập phương với β = 90° thì
{\displaystyle V=abc.}

## Danh sách các hằng số mạng
| Vật liệu      | Hằng số mạng (Å)              | Cấu trúc tinh thể    | Tk.         |
| ------------- | ----------------------------- | -------------------- | ----------- |
| C (kim cương) | 3.567                         | Kim cương (FCC)      | [ 7 ]       |
| C (graphite)  | a = 2.461 c = 6.708           | Lục phương           |             |
| Si            | 5.431020511                   | Kim cương (FCC)      | [ 8 ] [ 9 ] |
| Ge            | 5.658                         | Kim cương (FCC)      | [ 8 ]       |
| AlAs          | 5.6605                        | Zinc blend (FCC)     | [ 8 ]       |
| AlP           | 5.4510                        | Zinc blend (FCC)     | [ 8 ]       |
| AlSb          | 6.1355                        | Zinc blend (FCC)     | [ 8 ]       |
| GaP           | 5.4505                        | Zinc blend (FCC)     | [ 8 ]       |
| GaAs          | 5.653                         | Zinc blend (FCC)     | [ 8 ]       |
| GaSb          | 6.0959                        | Zinc blend (FCC)     | [ 8 ]       |
| InP           | 5.869                         | Zinc blend (FCC)     | [ 8 ]       |
| InAs          | 6.0583                        | Zinc blend (FCC)     | [ 8 ]       |
| InSb          | 6.479                         | Zinc blend (FCC)     | [ 8 ]       |
| MgO           | 4.212                         | Halit (FCC)          | [ 10 ]      |
| SiC           | a = 3.086 c = 10.053          | Wurtzit              | [ 8 ]       |
| CdS           | 5.8320                        | Zinc blend (FCC)     | [ 7 ]       |
| CdSe          | 6.050                         | Zinc blend (FCC)     | [ 7 ]       |
| CdTe          | 6.482                         | Zinc blend (FCC)     | [ 7 ]       |
| ZnO           | a = 3.25 c = 5.2              | Wurtzit (HCP)        | [ 11 ]      |
| ZnO           | 4.580                         | Halit (FCC)          | [ 7 ]       |
| ZnS           | 5.420                         | Zinc blend (FCC)     | [ 7 ]       |
| PbS           | 5.9362                        | Halit (FCC)          | [ 7 ]       |
| PbTe          | 6.4620                        | Halit (FCC)          | [ 7 ]       |
| BN            | 3.6150                        | Zinc blend (FCC)     | [ 7 ]       |
| BP            | 4.5380                        | Zinc blend (FCC)     | [ 7 ]       |
| CdS           | a = 4.160 c = 6.756           | Wurtzit              | [ 7 ]       |
| ZnS           | a = 3.82 c = 6.26             | Wurtzit              | [ 7 ]       |
| AlN           | a = 3.112 c = 4.982           | Wurtzit              | [ 8 ]       |
| GaN           | a = 3.189 c = 5.185           | Wurtzit              | [ 8 ]       |
| InN           | a = 3.533 c = 5.693           | Wurtzit              | [ 8 ]       |
| LiF           | 4.03                          | Halit                |             |
| LiCl          | 5.14                          | Halit                |             |
| LiBr          | 5.50                          | Halit                |             |
| LiI           | 6.01                          | Halit                |             |
| NaF           | 4.63                          | Halit                |             |
| NaCl          | 5.64                          | Halit                |             |
| NaBr          | 5.97                          | Halit                |             |
| NaI           | 6.47                          | Halit                |             |
| KF            | 5.34                          | Halit                |             |
| KCl           | 6.29                          | Halit                |             |
| KBr           | 6.60                          | Halit                |             |
| KI            | 7.07                          | Halit                |             |
| RbF           | 5.65                          | Halit                |             |
| RbCl          | 6.59                          | Halit                |             |
| RbBr          | 6.89                          | Halit                |             |
| RbI           | 7.35                          | Halit                |             |
| CsF           | 6.02                          | Halit                |             |
| CsCl          | 4.123                         | Caesi chloride       |             |
| CsBr          | 4.291                         | Caesi chloride       |             |
| CsI           | 4.567                         | Caesi chloride       |             |
| Al            | 4.046                         | FCC                  | [ 12 ]      |
| Fe            | 2.856                         | BCC                  | [ 12 ]      |
| Ni            | 3.499                         | FCC                  | [ 12 ]      |
| Cu            | 3.597                         | FCC                  | [ 12 ]      |
| Mo            | 3.142                         | BCC                  | [ 12 ]      |
| Pd            | 3.859                         | FCC                  | [ 12 ]      |
| Ag            | 4.079                         | FCC                  | [ 12 ]      |
| W             | 3.155                         | BCC                  | [ 12 ]      |
| Pt            | 3.912                         | FCC                  | [ 12 ]      |
| Au            | 4.065                         | FCC                  | [ 12 ]      |
| Pb            | 4.920                         | FCC                  | [ 12 ]      |
| V             | 3.0399                        | BCC                  |             |
| Nb            | 3.3008                        | BCC                  |             |
| Ta            | 3.3058                        | BCC                  |             |
| TiN           | 4.249                         | Halit                |             |
| ZrN           | 4.577                         | Halit                |             |
| HfN           | 4.392                         | Halit                |             |
| VN            | 4.136                         | Halit                |             |
| CrN           | 4.149                         | Halit                |             |
| NbN           | 4.392                         | Halit                |             |
| TiC           | 4.328                         | Halit                | [ 13 ]      |
| ZrC0.97       | 4.698                         | Halit                | [ 13 ]      |
| HfC0.99       | 4.640                         | Halit                | [ 13 ]      |
| VC0.97        | 4.166                         | Halit                | [ 13 ]      |
| NbC 0.99      | 4.470                         | Halit                | [ 13 ]      |
| TaC 0.99      | 4.456                         | Halit                | [ 13 ]      |
| Cr 3C 2       | a = 11.47 b = 5.545 c = 2.830 | Trực thoi            | [ 13 ]      |
| WC            | a = 2.906 c = 2.837           | Lục phương           | [ 13 ]      |
| ScN           | 4.52                          | Halit                | [ 14 ]      |
| LiNbO3        | a = 5.1483 c = 13.8631        | Lục phương           | [ 15 ]      |
| KTaO 3        | 3.9885                        | Perovskit lập phương | [ 15 ]      |
| BaTiO 3       | a = 3.994 c = 4.034           | Perovskit tứ diện    | [ 15 ]      |
| SrTiO 3       | 3.98805                       | Perovskit lập phương | [ 15 ]      |
| CaTiO3        | a = 5.381 b = 5.443 c = 7.645 | Perovskit trực thoi  | [ 15 ]      |
| PbTiO3        | a = 3.904 c = 4.152           | Perovskit tứ diện    | [ 15 ]      |
| EuTiO3        | 7.810                         | Perovskit lập phương | [ 15 ]      |
| SrVO 3        | 3.838                         | Perovskit lập phương | [ 15 ]      |
| CaVO 3        | 3.767                         | Perovskit lập phương | [ 15 ]      |
| BaMnO 3       | a = 5.673 c = 4.71            | Lục phương           | [ 15 ]      |
| CaMnO 3       | a = 5.27 b = 5.275 c = 7.464  | Perovskit trực thoi  | [ 15 ]      |
| SrRuO 3       | a = 5.53 b = 5.57 c = 7.85    | Perovskit trực thoi  | [ 15 ]      |
| YAlO 3        | a = 5.179 b = 5.329 c = 7.37  | Perovskit trực thoi  | [ 15 ]      |